# Gogoșar

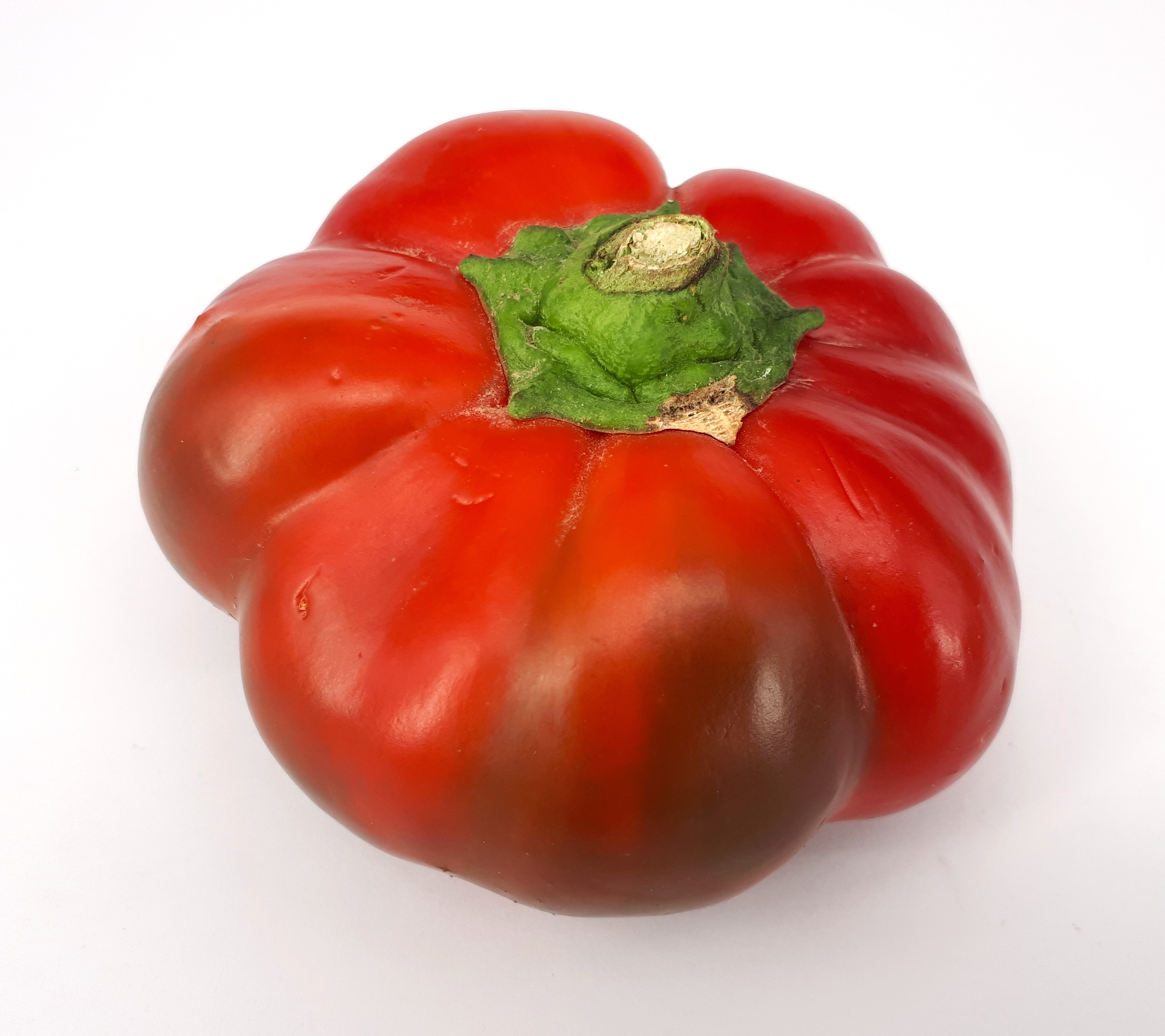
Gogoșar

Gogoșarul este un tip de ardei gras de culoare roșie, dulce, cărnos și aplatizat, cu formă 'florală' specifică. Aparține speciei Capsicum annuum. Este utilizat în bucătărie adesea pentru umplere, murare și alte preparate tradiționale. 
Printre soiurile românești de gogoșar se numără Bucur, Centenar, Cornel, Scorilo, Stef, Tiberius, Traian și Vlad.
În limba română, termenul se referă la plantă, la fructul acesteia și la murătura obținută din fruct.